# Regenbogenbunt
Regenbogenbunt is het tweede muziekalbum van de Duitse groep Wir 3. De groep geënt op het succes van K3 zong een aantal K3-hits in met Duitse teksten. Het album werd uitgebracht op 27 maart 2009.
Het album werd twee weken genoteerd in de Deutsche Musikcharts, tegenwoordig gekend als de GfK Entertainment Charts, en behaalde een 82e positie. In Oostenrijk behaalde het album zes opeenvolgende weken een plaats in de Ö3 Austria Top 40 albumlijsten en behaalde daar een 18e plaats. Regenbogenbunt werd het laatste album van Wir 3 voor de groep.

## Tracklist
1. Regenbogenbunt (3:36) (Alle kleuren)
2. Tele-Romeo (3:19)
3. Baby Come Back (3:35)
4. Lillis Fete (3:35) (Een ongelofelijk idee)
5. Küsschentag (3:47) (Kusjesdag)
6. Gold oder Silber (3:54) (Ali baba)
7. Du hast 'nen Freund (3:27) (Je hebt een vriend)
8. Dackelblick (2:58) (Leonardo)
9. Piratinnen (3:24) (De revolutie)
10. Cowgirl (3:02) (Prinses)
11. Bei uns (3:30) (Ons huis)
12. Billy Billy (3:08)